# ソシアリンク
株式会社ソシアリンクは、労働者派遣事業や業務請負事業などを手掛けていた日本の企業。わらべや日洋ホールディングスの100％子会社。

## 概要
2002年9月に株式会社ニチヨーテックとして設立。主にわらべや日洋グループの各社やグループ外の各食品メーカーに対して、労働者の派遣や業務請負を行っていた。
2020年11月に千葉営業所長など5人が入管難民法違反で逮捕され、同年12月に法人としてのソシアリンク並びに社員5人が起訴されたことを受け、2021年6月までに全事業から撤退した。

## 沿革
- 2002年
  - 9月10日 - 株式会社ニチヨーテックとして設立。
  - 12月 - 一般労働者派遣事業及び有料職業紹介事業を開始。
- 2003年9月1日 - ヒューマンテックを吸収合併。
  - 2008年3月1日 - 株式会社ソシアリンクへ商号変更。
- 2020年
  - 11月18日 - 千葉県警察が、ソシアリンク千葉営業所長など5人を入管難民法違反で逮捕[2]。
  - 12月8日 - 千葉地方検察庁が、ソシアリンク千葉営業所の従業員5人を起訴[4]。
  - 12月18日 - 千葉県警察が、ソシアリンクを入管難民法違反で書類送検[3]。
  - 12月28日 - 千葉地方検察庁が、ソシアリンクを起訴。
- 2021年
  - 3月1日 - わらべや日洋グループ会社以外に対する人材派遣事業、業務請負事業等を株式会社ヒューマンアイへ譲渡[1][5][6]。
  - 6月1日 - 残ったわらべや日洋グループ内に対する人材派遣事業、業務請負事業等を廃止[1]。

## 事業撤退に至った経緯
千葉県警察は2020年11月18日に、不法残留のベトナム人を食品加工会社に派遣した上で就労させていたとして、ソシアリンク千葉営業所長など5人を入管難民法違反（不法就労助長）の疑いで逮捕した。同日には新宿区のソシアリンク本社が千葉県警察の家宅捜索を受けた。千葉地方検察庁は同年12月8日に、千葉営業所の社員5人を入管難民法違反（不法就労助長）で起訴した。
千葉県警察は2020年12月18日に、法人としてのソシアリンクを入管難民法違反（不法就労助長）の疑いで書類送検し、千葉地方検察庁は同年12月28日に、ソシアリンクを入管難民法違反（不法就労助長）で起訴した。
親会社であるわらべや日洋ホールディングスは2021年1月18日に、わらべや日洋グループ会社以外に対する人材派遣事業、業務請負事業等を同年3月1日付で八王子市に本社がある株式会社ヒューマンアイへ無償譲渡すること、ヒューマンアイへの一部譲渡後も残るわらべや日洋グループ会社内に対する人材派遣事業、業務請負事業等を同年6月1日付で廃止すること、ソシアリンクによる入管難民法違反に関する社内調査委員会を設置することをそれぞれ発表した。わらべや日洋グループ会社以外に対する人材派遣事業、業務請負事業等は予定通り同年3月1日付でヒューマンアイへ譲渡され、ソシアリンクの9営業所はヒューマンアイの営業所となった。
これにより、わらべや日洋グループは一般労働者派遣事業、有料職業紹介事業、各種業務請負事業、外国人研修事業から撤退した。